# Canyon di Palo Duro

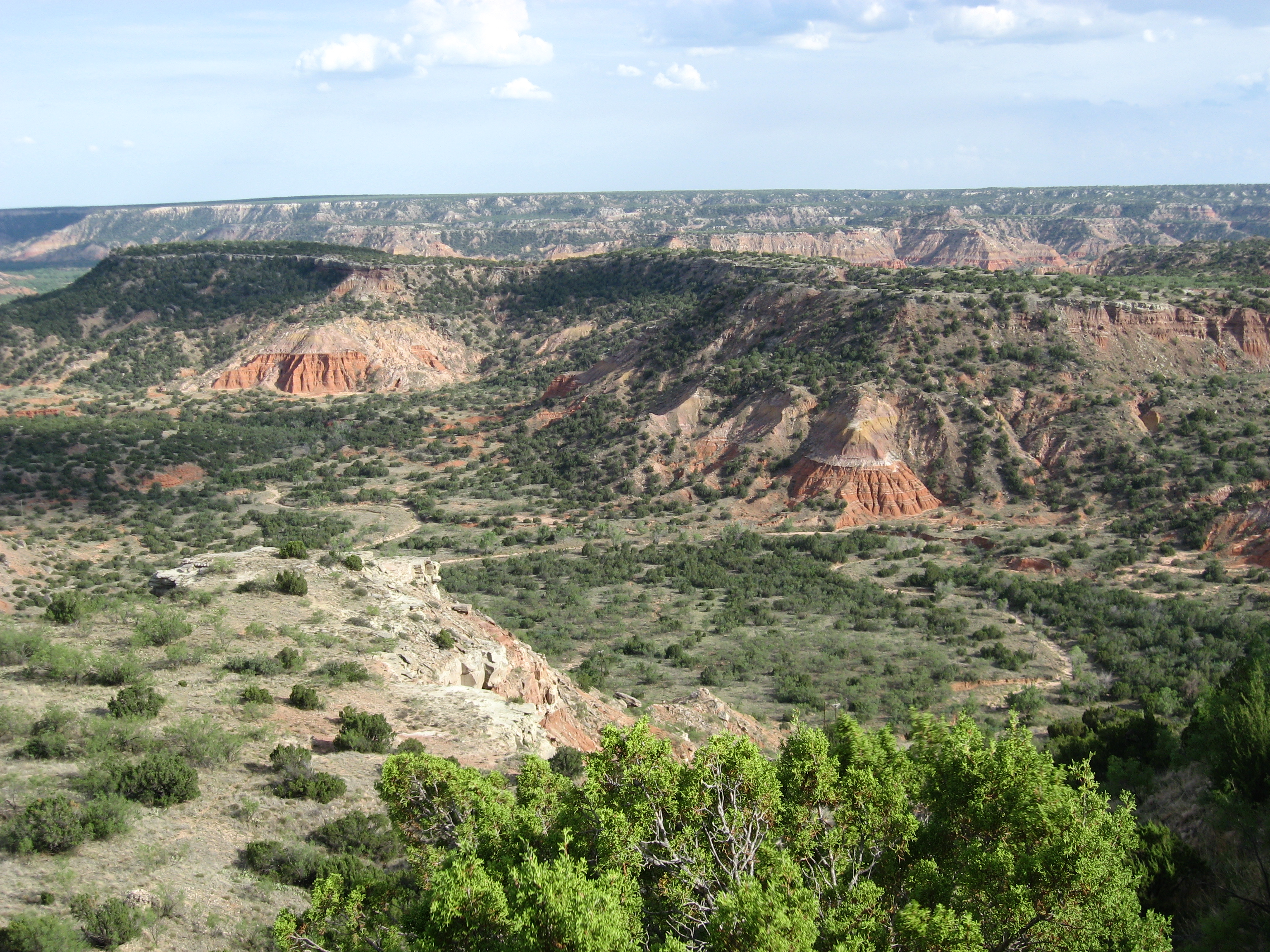
Canyon di Palo Duro.

Il Canyon di Palo Duro è un sistema di canyon appartenente alla scarpata di Caprock nella regione del Texas Panhandle, nel nord del Texas (Stati Uniti). Situato a sud-est della città di Amarillo, il canyon è protetto da un Parco statale. Il suo nome spagnolo significa "legno duro" in riferimento alle piante di ginepro che crescono nella regione. Il Canyon di Palo Duro è il secondo per dimensioni degli Stati Uniti, dopo il Grand Canyon dell'Arizona. Il suo tipico colore rosso è causato dalla presenza di ferro nel terreno.